# Machaerium millei
Machaerium millei är en ärtväxtart som beskrevs av Paul Carpenter Standley. Machaerium millei ingår i släktet Machaerium och familjen ärtväxter. Inga underarter finns listade i Catalogue of Life.